# 전곡선사박물관
전곡선사박물관은 동아시아 최초의 아슐리안형 주먹도끼 발견으로 세계 구석기 연구의 역사를 다시 쓰게 만들었던 역사적 현장인 전곡리 구석기유적에 건립된 유적박물관이다.
경기도는 세계적인 문화유산이자 국가사적 제268호로 지정보호 되고 있는 전곡리 유적의 영구적인 보존과 활용을 위해 오랜 기간 전곡선사박물관의 건립을 추진해 왔다. 그 노력이 결실을 보아 2011년 4월 25일 마침내 전곡선사박물관의 개관을 맞이하게 되었다.
전곡선사박물관은 세계적인 구석기 유적인 전곡리 선사유적의 이해와 체험의 중심이 되고자 한다. 관람객이 더욱 다양한 지식과 정보를 얻을 수 있도록 방문객에 대한 충실한 서비스를 제공하여 경기도민을 비롯한 모든 방문객의 문화향유의 기회를 풍성하게 만드는 것이 전곡선사박물관의 목표이다.
이를 위해 전곡선사박물관은 전곡리 구석기유적지에서 출토된 아슐리안형 주먹도끼 등의 구석기 유물들을 중심으로 인류의 진화와 구석기시대 문화를 체계적으로 이해할 수 있도록 다양한 주제의 유물들로 전시공간을 구성하였다.

## 개관 및 역대 전시 정보
- 2011년 4월 25일 개관
- 기획전 〈음악의 기원〉 : 2011.04.25 ~ 09.25.
- 기획전 〈한국인의 기원 Origin of Korean People 〉 : 2011.10.02 ~ 2012.07.15.
- 개관1주년기념 〈기증유물 공개전 매머드와 친구들〉 : 2012.04.25 ~ 2012.09.02.
- 기획전 〈빙하시대 사람들 Man in Ice Age〉 : 2012.09.24 ~ 2013.03.10.
- 기획전 〈선사시대 기술_사냥展〉 : 2013.04.25 ~ 2014.02.28.
- 기획전 〈구석기 발굴전〉 : 2014.04.25 ~ 2014.08.31.
- 경기도어린이박물관 기획순회전 〈나는 우리 집 귀염둥이〉 : 2014.09.02 ~ 2014.11.30.
- 기획전 〈돌, 철을만나다展〉 : 2014.10.01 ~ 2015.02.28.
- 기획전 〈인류의 기원을 찾아 고고씽展〉 : 2015.04.25 ~ 2016.02.28.
- 기획전 〈2015 건축의 비밀〉 : 2015.06.25 ~ 2015.12.31.
- 초대전 〈질경윤의 즐거운 발견〉 : 2015.07.01 ~ 2015.08.31.
- 초대전 〈Old Wood, Steel, Stone age〉 : 2015.10.12 ~ 2015.12.31.
- 초대전 〈“實 ≧≦ 美” 실용과 아름다움, 그 사이 2015〉 : 2015.10.20 ~ 2015.11.12.
- 기획전 〈조선여행 – 선비, 금강산을 가다〉 : 2016.04.26 ~ 2017.02.28.
- 기획전 〈선사시대 화석 동물전〉 : 2016.04.26 ~ 2017.02.28.
- 기획전 〈교과서 속 선사여행, 선사시대 화석 동물전〉 : 2016.04.26 ~ 2017.03.31.
- 연천 구석기 축제 25주년 기념 특별전 〈구석기 비너스가 부르는 노래〉 : 2017.05.02 ~ 2018.02.28.
- 오픈갤러리 PHx 개관 기념 〈흙, 달이 되다〉 : 2017.08.07 ~ 2017.08.27.
- 초대전 〈연천군筵遷麇 프로젝트 : 결박하여 옮긴 장소〉 : 2017.11.07 ~ 2017.11.26.
- 초대전 〈함께이기에 행복한 길, 동행同幸〉 : 2017.12.23 ~ 2018.02.25.
- 초대전 〈김윤선의 색실누비전시회, 한지를 품은 색실누비〉 : 2018.03.06 ~ 2018.04.01.
- 기획전 〈경기천년×주먹도끼1000〉 : 2018.05.03 ~ 2018.08.26.
- 기획전 〈매장유구 특별전시, 열렸다 수장고〉 : 2018.10.02 ~ 2018.10.31.
- 경기북부사립박물관 연합전시 〈지구는 거대한 돌덩이다〉 : 2018.10.08 ~ 2018.10.31.
- 특별전 〈돌과 나무의 시대〉 : 2018.11.29 ~ 2019.08.18.
- 기획전 〈NEPAL, I AM IN JEONGOK NOW (네팔 학술지표조사 성과전)〉 : 2018.11.29 ~ 2019.03.03.
- 전곡 발굴 40주년 기념전 〈E1979S2019〉 : 2019.05.03 ~ 2019.09.15.
- 초대전 〈예술과 암호 : 고구려의 기와 문양〉 : 2019.08.30 ~ 2019.09.29.
- 기획전 경기구석기 시리즈 1 〈전곡리 윗마을 사람들〉 : 2019.11.08 ~ 2020.08.23.
- PH-X아트섹션_학술지표조사성과전2 〈네팔사진전, 팔팔하게〉 : 2020.04.15 ~ 2020.08.02.
- 기획전 〈석기시대 아이들〉 : 2020.09.30 ~ 2021.03.28.
- PH-X아트섹션_신규소장품 공개전 〈시간을 품은 돌〉 : 2020.09.25 ~ 2021.04.11.
- 개관10주년 기념전 〈오!구석기〉 : 2021.04.25 ~ 2021.10.04.
- PH-X아트섹션_개관10주년 기념전 〈열개의 물건, 열개의 이야기〉 : 2021.04.25 ~ 2021.08.22.
- 반구대 암각화 발견 50주년 기념 교류전 〈반구대 암각화 ; 고래〉 : 2021.09.03 ~ 2021.10.24.
- 기획전 〈왜냐하면 우리는 우리를 모르고〉 : 2021.10.26 ~ 2022.03.28.
- 초대전 〈전곡선사박물관 5인 5색 지역작가 초대전〉 : 2022.05.03 ~ 2022.05.29.
- 기획전 〈선사꾸러기의 방이 돌아옵니다!〉 : 2022.05.14 ~ 2022.06.26.
- 기획전 〈호모 사피엔스 : 진화∞ 관계＆ 미래？〉 : 2022.07.29 ~ 2022.10.10.
- 기획전 〈풀멍돌멍 첫번째 이야기- 이달의 소장품〉 : 2022.07.29 ~ 2022.10.10.

## 박물관 구성
- 상설전시실
  - 《인류 진화의 위대한 행진》
    - 전곡선사박물관 상설전시실의 중심 콘텐츠로 사헬란트로푸스 차덴시스 '투마이'에서부터 호모 하빌리스, 호모 에렉투스, 호모 네안데르탈렌시스, 호모 사피엔스 등 13종의 다양한 고인류와 함께 매머드, 털코뿔소 등 고동물이 함께 구성되었다.
    - 각 고인류와 동물은 국내와 국외의 복원 전문가를 통해 실제 크리고 제작되어 사실성이 높으며, 인류 진화를 한자리에서 볼 수 있는 콘텐츠이다.

  - 《예술의 기원》
    - 선사시대 사람들의 예술문화를 살펴볼 수 있는 콘텐츠로 선사시대 사람들이 사용한 악기에서부터 동굴벽화까지 재현되어있다.
- 기획전시실
  - 전곡선사박물관은 매년 1~2회의 기회전/특별전을 통해 심도있는 선사문화와 기술문화를 소개하고, 미디어 아트에서 현대 미술을 접목까지 다양한 전시를 소개하고 있다.
- PH-× 갤러리
  - 지역 문화와 참여를 위해 열린 공간으로 운영되고 있으며, 매년 다양한 전시를 소개하고 있다.
- 고고학체험실
  - 2019년과 2021년에 리모델링을 통해 실감콘텐츠와 다양한 미디어를 소개할 수 있는 체험공간으로 꾸며졌다.

## 관람 안내
- 평일·주말·공휴일: 오전 10:00 ~ 오후 6:00
- 휴관일: 매주 월요일(공휴일 제외), 매년 1월 1일, 설날과 추석 당일